# La Roche-Neuville
La Roche-Neuville – gmina we Francji, w regionie Kraj Loary, w departamencie Mayenne. W 2013 roku liczba ludności wynosiła 1202 mieszkańców. 
Gmina została utworzona 1 stycznia 2019 roku z połączenia dwóch ówczesnych gmin: Loigné-sur-Mayenne oraz Saint-Sulpice. Siedzibą gminy została miejscowość Loigné-sur-Mayenne. 